# Торонто блу џејси
Торонто блуџејси (енгл.  — „Торонто плаве шојке”) су професионални тим бејзбола у оквиру МЛБ-а, са седиштем у граду Торонто у провинцији Онтарио. Своје утакмице играју на стадиону Роџерс центар. Чланови су Америчке лиге и наступају у дивизији Исток. Клуб је основан 1977. године.
„Блуџејси” су били шампиони МЛБ-а два пута: 1992. и 1993. године. Маскота клуба је плава шојка Ејс (енгл. Ace).